# Flughafen Johannes Paul II. Krakau-Balice

i7
i11
i13

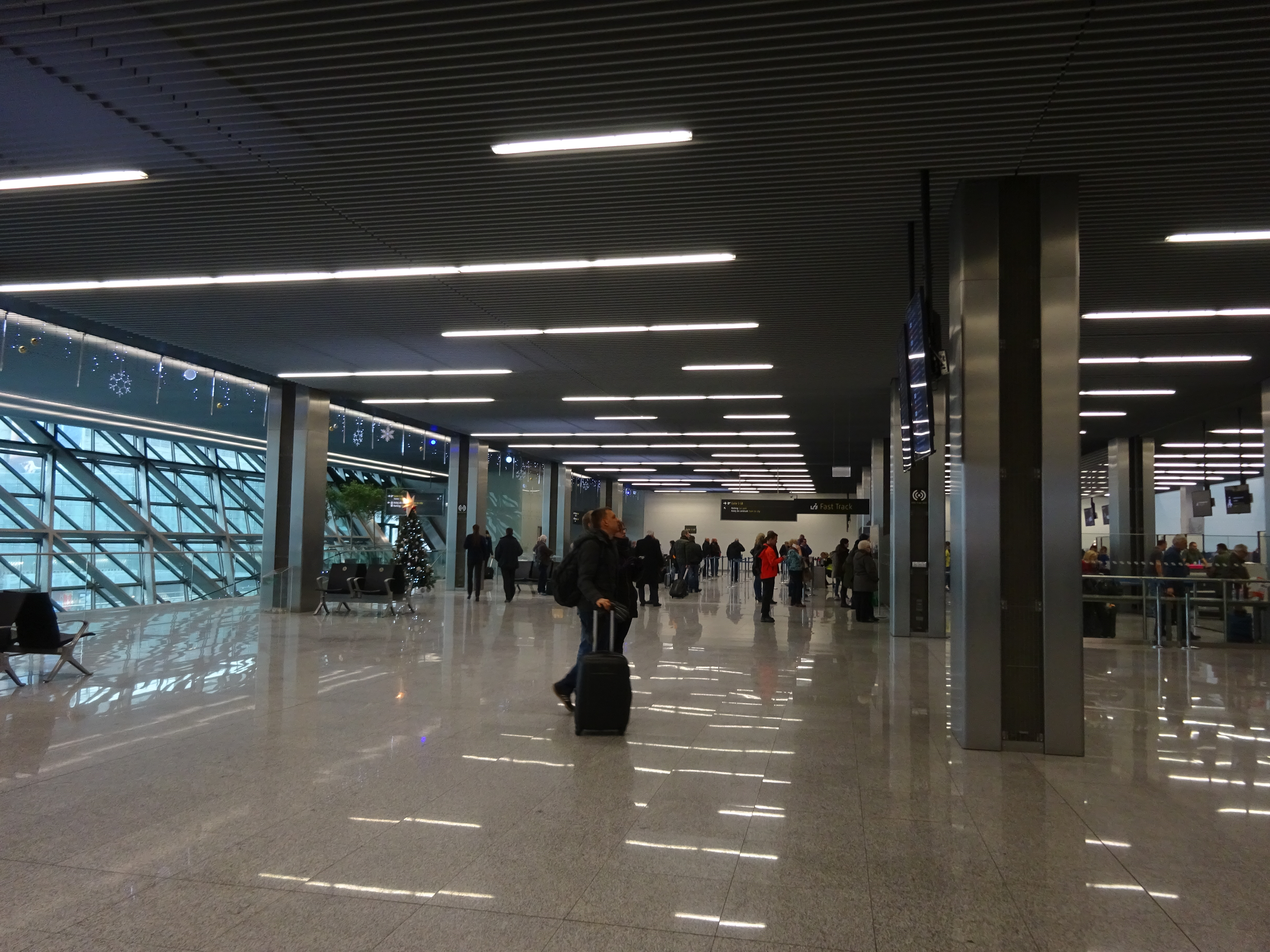
Innenansicht des Abflugterminals

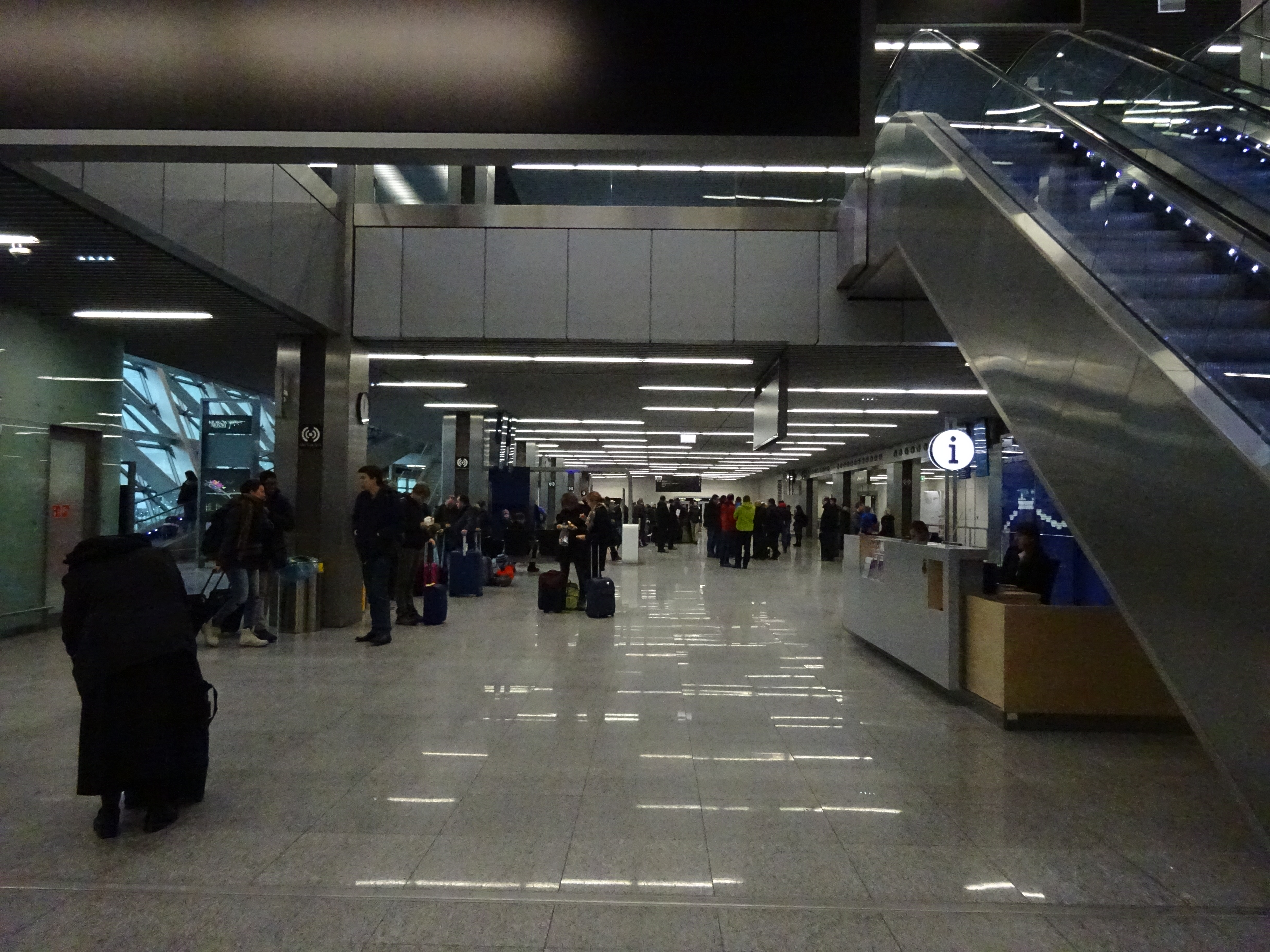
Innenansicht des Ankunftsterminals

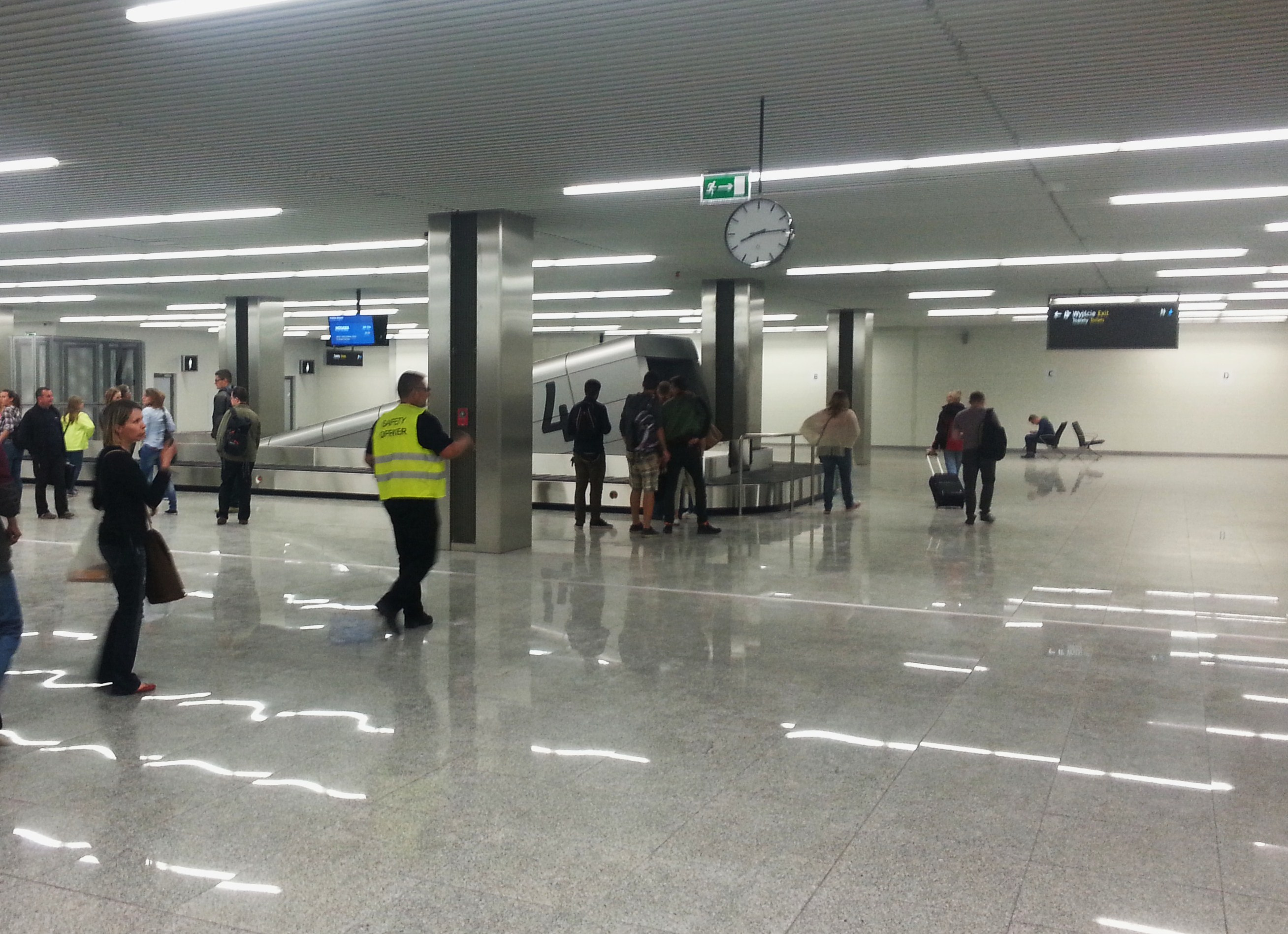
Innenansicht der Gepäckausgabe

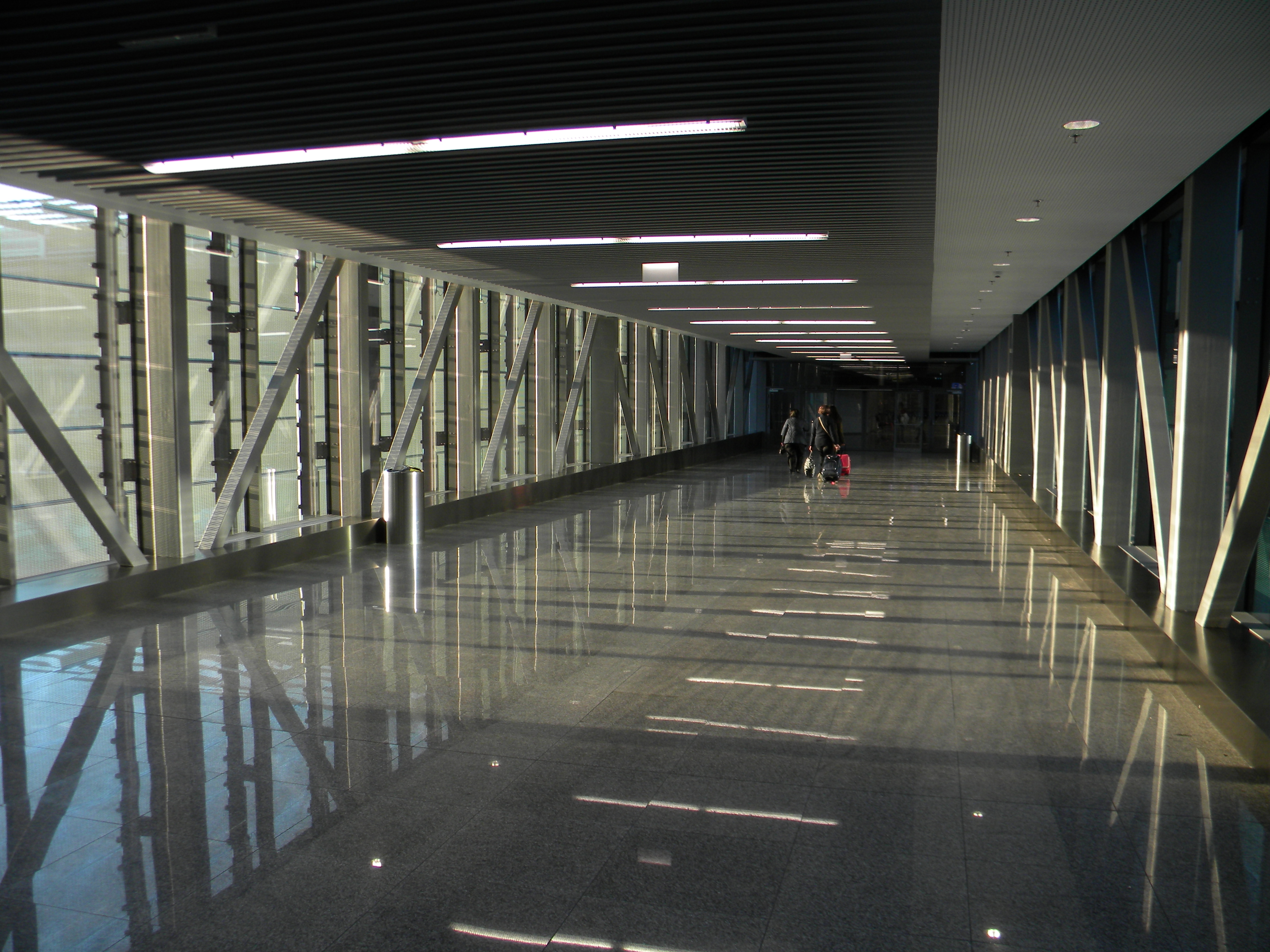
Übergang zum Flughafenbahnhof, Parkhaus und Hotel

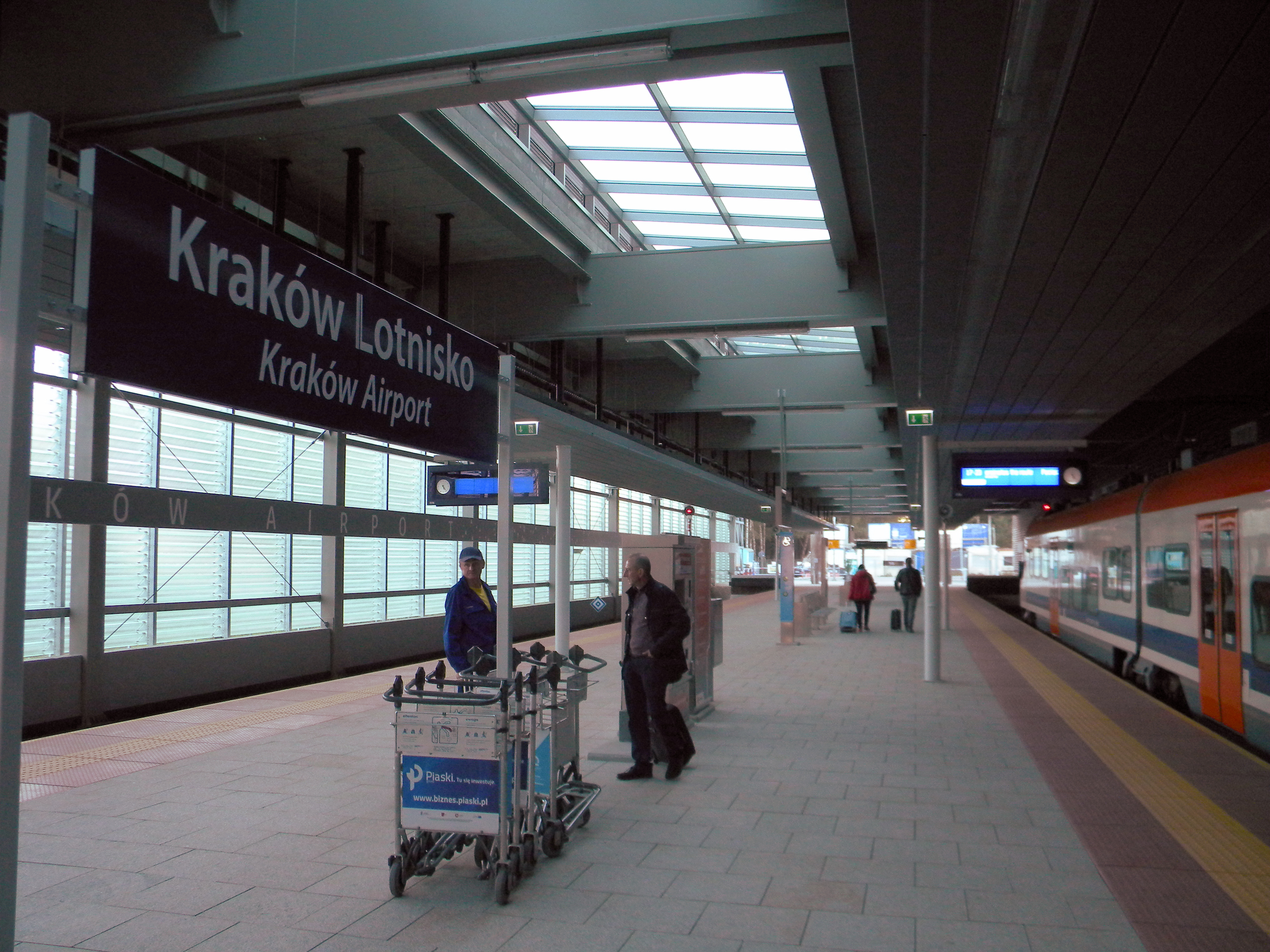
Flughafenbahnhof Kraków Airport

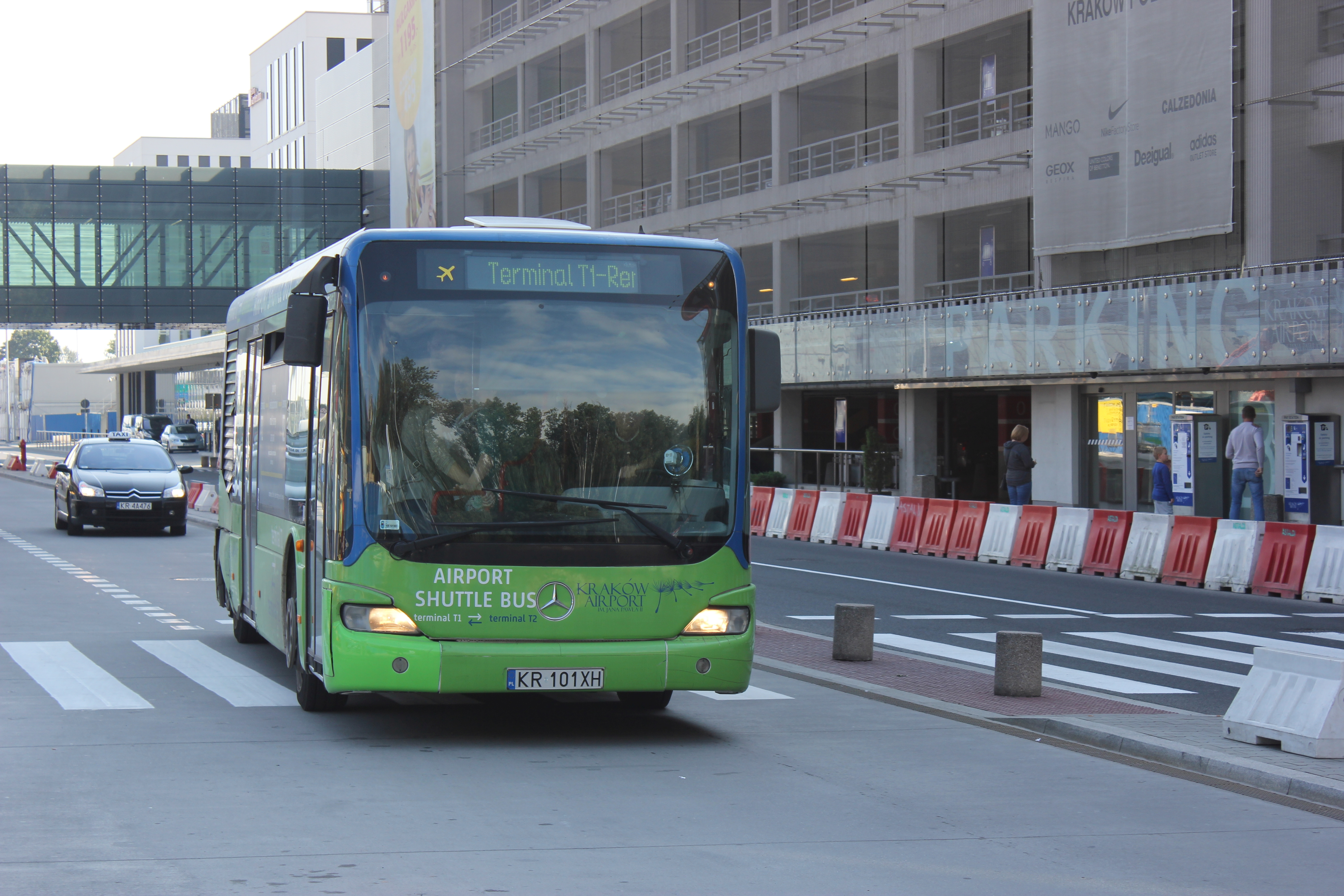
Airportbus zwischen Parkhaus und Terminal

Der Flughafen Johannes Paul II. Krakau-Balice (polnisch Międzynarodowy Port Lotniczy im. Jana Pawła II Kraków-Balice, IATA-Code: KRK, ICAO-Code: EPKK) ist der internationale Flughafen von Krakau (Kraków).
Nach dem Frédéric-Chopin-Flughafen Warschau ist er Polens zweitgrößter Flughafen. Er befindet sich elf Kilometer westlich des Stadtzentrums von Krakau in Nachbarschaft des Dorfes Balice an der Ost-West-Autobahn A4/E 40 und der Nord-Süd-Schnellstraße S7. Nach Katowice sind es ca. 70 km und nach Zakopane ca. 100 km. Innerhalb eines Umkreises von 100 km um den Flughafen leben über 8 Millionen Menschen. Die maximale Kapazität beträgt heute 6,0 Mio. Passagiere.
Ein Bereich wird von den Luftstreitkräften der Republik Polen genutzt, die ihn als 8. Baza Lotnictwa Transportowego (8.BLTr, 8. Transportfliegerbasis) bezeichnet.

## Geschichte
Der erste Flughafen Krakaus befand sich ab 1912 östlich des Stadtzentrums zwischen Rakowice und Czyżyny. In der Zeit vor dem Zweiten Weltkrieg war der Flughafen Krakau-Rakowice-Czyżyny Heimat des 2. Fliegerregiments und ab 1923 wurde er auch zivil genutzt. Während der deutschen Besatzungszeit war er Standort der deutschen Luftwaffe. Nach 1941 diente er insbesondere als Zwischenstopp für Flüge aus Deutschland an die Ostfront und war 1944 der wichtigste Stützpunkt der Luftwaffe für die Verteidigung Schlesiens.
Der Flugverkehr auf dem alten Flughafen wurde 1963 eingestellt und auf den bisher ausschließlich militärisch genutzten Flughafen in Balice übertragen. Der alte Flughafen wurde in der Folgezeit schrittweise überbaut.
Die erste zivile Mitnutzung des Flughafens war 1964. Das Terminal des Flughafens wurde am 10. Dezember 1968 nach rund fünfjähriger Bauzeit in Betrieb genommen. Der Flughafen hatte zunächst ein und später zwei Terminals, ein nationales und ein internationales. Der Flughafen wird von der Firma Międzynarodowy Port Lotniczy Kraków-Balice mit Sitz in Balice betrieben. Im April 1995 wurde die Startbahn um 150 m auf 2550 m verlängert.
Am 30. November 1995 wurde der Name zu Ehren des aus Polen stammenden Papstes Johannes Paul II. noch zu dessen Lebzeiten erweitert. Johannes Paul II. ist auf dem Flughafen bei den meisten Pilgerreisen (I, II, III, VI, VII und VIII Pilgerreise) nach Polen gelandet. Auch die Päpste Benedikt XVI. und Franziskus sind bei ihren Pilgerreisen nach Polen in Balice gelandet.
Seit 2003/2004 bietet Ryanair Flüge von Balice an; seit 2012 ist der Flughafen ein Drehkreuz der Fluggesellschaft. Seit 2017 heben auch wieder Flugzeuge nach Übersee von Balice ab. Seit dem 3. Juli 2017 besteht eine transatlantische Verbindung. Einmal pro Woche fliegt die Polskie Linie Lotnicze LOT mit einer Boeing 787 nach Chicago.
Der Flughafen hat 2015 eine Zukunftsstrategie für die nächsten 20 Jahre veröffentlicht. Die Fluggastzahlen stiegen jedoch bedeutend schneller als prognostiziert.

## Verkehrsanbindung
Der Flughafen ist von Krakau aus per Bahn, Bus, Fernbus, Mietwagen und Taxi zu erreichen.
Der Flughafenbahnhof Kraków Airport wurde 2006 eröffnet und zunächst mit Dieseltriebwagen von PKP Przewozy Regionalne bedient. Ab 2012 wurde der Flughafen umgebaut. 2015 wurde der Bahnhof elektrifiziert. Seit dem 28. September 2015 erfolgt die Bedienung durch Elektrotriebzüge der Koleje Małopolskie. Die Fahrzeit bis zum Krakauer Hauptbahnhof beträgt 18 Minuten. Die Strecke wurde weiter nach Wieliczka verlängert. Der Fahrpreis zum Hauptbahnhof beträgt ca. 4,50 Euro (Stand 2025).
Die Fahrt mit den vier Buslinien 208, 209, 252, 902 dauert zum  Zentralen Omnibusbahnhof am Hauptbahnhof ca. 40 Minuten. Der Fahrpreis zum Zentralen Omnibusbahnhof beträgt ca. 1 Euro.
Über den Flughafen fahren Fernbusse:
Neobus:
- Breslau – Katowice – Krakau Flughafen – Krakau – Rzeszów – Niebylec – Krosno – Iwonicz-Zdrój – Rymanów-Zdrój;
- Breslau – Katowice – Krakau Flughafen – Krakau – Rzeszów – Niebylec – Brzozów – Sanok/Lesko/Polańczyk/Ustrzyki Dolne

Tiger Express:
- Krakau – Krakau Flughafen – Katowice – Gliwice – Rybnik – Wodzisław Śląski – Bohumín – Ostrava (Tschechien)
- Krakau – Krakau Flughafen – Tvrdošín – Dolný Kubín – Ružomberok – Liptovský Mikuláš – Poprad Tatry – Prešov – Košice (Slowakei)
- Krakau – Krakau Flughafen – Brzesko – Nowy Sącz – Bardejov – Prešov – Košice (Slowakei)

Alle gängigen internationalen und nationalen Mietwagengesellschaften (Sixt, Eurocar, Avis, Sunny Cars, Budget, Hertz etc.) sind am Flughafen vertreten. Der Flughafen liegt unmittelbar an einer Autobahnausfahrt der Autobahn A4.
Taxistände sind unmittelbar vor dem Terminal vorhanden. Das Stadtzentrum kann je nach Verkehrslage in 15 bis 30 Minuten erreicht werden. Der Fahrpreis ins Zentrum liegt bei ca. 15 Euro.
Gegenüber dem Terminal befindet sich ein zentrales Parkhaus. Das Parkhaus ist mit einem Flughafenhotel und dem Bahnhof verbunden. Abseits des Flughafengeländes befinden sich zahlreiche private Parkplätze.

## Fluggastaufkommen
| Jahr | Fluggäste |
| ---- | --------- |
| 1982 | 92.000    |
| 1991 | 65.472    |
| 1996 | 196.516   |
| 1997 | 258.283   |
| 1998 | 353.388   |
| 1999 | 419.487   |

| Jahr | Fluggäste |
| ---- | --------- |
| 2000 | 517.015   |
| 2001 | 549.290   |
| 2002 | 500.852   |
| 2003 | 593.214   |
| 2004 | 841.123   |
| 2005 | 1.586.130 |

| Jahr | Fluggäste |
| ---- | --------- |
| 2006 | 2.367.257 |
| 2007 | 3.068.199 |
| 2008 | 2.923.961 |
| 2009 | 2.661.294 |
| 2010 | 2.864.083 |
| 2011 | 3.014.060 |

| Jahr | Fluggäste |
| ---- | --------- |
| 2012 | 3.438.758 |
| 2013 | 3.647.616 |
| 2014 | 3.817.792 |
| 2015 | 4.221.171 |
| 2016 | 4.983.645 |
| 2017 | 5.835.189 |

## Verkehrsreichste Flugstrecken (2015)
| Position | Stadt                  | Passagierzahl | Veränderung [%] | Fluggesellschaft                  |
| -------- | ---------------------- | ------------- | --------------- | --------------------------------- |
| 1        | London, LHR, LGW, STN  | 448 000       | 11 %            | British Airways, EasyJet, Ryanair |
| 2        | Warschau, WAW          | 300 000       | 9 %             | LOT                               |
| 3        | Frankfurt am Main, FRA | 282 000       | 15 %            | Lufthansa, Ryanair                |
| 4        | Oslo, OSL, RYG         | 246 000       | 14 %            | Norwegian, Ryanair                |
| 5        | München, MUC           | 209 000       | 1 %             | Lufthansa                         |
| 6        | Paris CDG, BVA         | 174 000       | 15 %            | EasyJet, Ryanair                  |
| 7        | Dublin, DUB            | 167 000       | 26 %            | Ryanair                           |
| 8        | Mailand, BGY           | 127 000       | 10 %            | Ryanair                           |
| 9        | Berlin, TXL            | 125 000       | 2 %             | Air Berlin                        |
| 10       | Brüssel, BRU, CRL      | 125 000       | 18 %            | Brussels Airlines, Ryanair        |
| Quelle   |                        |               |                 |                                   |

## Fluggesellschaften
Am Flughafen sind 21 Fluggesellschaften präsent, die insgesamt 108 Passagierverbindungen auf vier Kontinenten anbieten.
Verbindungen in den deutschsprachigen Raum bestehen:
nach  Österreich:
- Wien (Austrian Airlines, Laudamotion),

in die  Schweiz:
- Zürich (Swiss),
- Genf (Easyjet),
- Basel (Easyjet),

nach  Deutschland:
- München (Lufthansa),
- Stuttgart (Eurowings),
- Nürnberg (Ryanair),
- Frankfurt am Main (Ryanair, Lufthansa),
- Düsseldorf (Eurowings),
- Dortmund (Ryanair),
- Hamburg (Easyjet),
- und Berlin-Brandenburg (Ryanair).

## Verbindungen
| Fluggesellschaft              | Flugziel |
| ----------------------------- | --- |
| Aegean Airlines               | Sommerflugplan: 1. Athen |
| Austrian Airlines             | 1. Wien |
| British Airways               | 1. London Heathrow |
| Brussels Airlines             | 1. Brüssel |
| EasyJet                       | 1. Basel, 2. Belfast, 3. Bristol, 4. Edinburgh, 5. Genf, 6. Hamburg, 7. Liverpool, 8. London Gatwick, 9. Lyon, 10. Manchester, 11. Mailand, 12. Neapel, 13. Paris Charles de Gaulle, 14. Venedig |
| El Al Israel Airlines         | 1. Tel Aviv |
| Enter Air                     | Sommerflugplan: 1. Burgas, 2. Heraklion, 3. Palermo, 4. Varna |
| Eurowings                     | 1. Düsseldorf Sommerflugplan: 1. Stuttgart |
| Finnair                       | 1. Helsinki |
| Iberia Express                | Sommerflugplan: 1. Madrid |
| Jet2.com                      | 1. Birmingham, 2. Manchester, 3. Newcastle |
| KLM                           | 1. Amsterdam |
| LOT                           | 1. Chicago-O’Hare, 2. Gdańsk, 3. Warszawa-Chopin |
| Lufthansa                     | 1. Frankfurt am Main, 2. München |
| Norwegian                     | 1. Bergen, 2. Kopenhagen, 3. Oslo, 4. Stavanger, 5. Stockholm, 6. Trondheim |
| Ryanair                       | 1. Alicante, 2. Athen, 3. Barcelona-El Prat, 4. Barcelona-Girona, 5. Belfast, 6. Berlin-Schönefeld, 7. Birmingham, 8. Bolonia, 9. Bournemouth, 10. Bristol, 11. Brüssel, 12. Cagliari, 13. Dortmund, 14. Dublin, 15. East Midlands, 16. Edinburgh, 17. Eindhoven, 18. Frankfurt am Main, 19. Gdańsk, 20. Glasgow, 21. Göteborg, 22. Gran Canaria, 23. Leeds, 24. Liverpool, 25. Lissabon, 26. London-Stansted, 27. Madrid, 28. Málaga, 29. Malmö, 30. Malta, 31. Manchester, 32. Marrakesch, 33. Marseille, 34. Mailand Bergamo, 35. Neapel, 36. Nürnberg, 37. Oslo, 38. Paris Beauvais, 39. Pisa, 40. Porto, 41. Prag, 42. Rom-Ciampino, 43. Sevilla, 44. Shannon, 45. Stockholm, 46. Tel Aviv, 47. Teneriffa-Süd, 48. Trapani, 49. Valencia, 50. Venedig Sommerflugplan: 1. Chania, 2. Lamezia Terme, 3. Lourdes Tarbes, 4. Pafos, 5. Palma de Mallorca, 6. Pescara, Winterflugplan: 1. Ejlat-Ovda |
| SAS Scandinavian Airlines     | 1. Kopenhagen, 2. Stockholm |
| Small Planet Airlines         | Sommerflugplan (Charter): 1. Burgas, 2. Chania, 3. Heraklion, 4. Rhodos, 5. Zakynthos |
| Swiss International Air Lines | 1. Zürich |
| Vueling Airlines              | Sommerflugplan: 1. Barcelona El Prat |

## Militärische Nutzung
Die 8. Transportfliegerbasis „Oberst Pilot Stanisław Jakub Skarżyńskie“ (Traditionsname seit dem 15. Oktober 1985) entstand aus dem am 31. Dezember 2000 aufgelösten 13. Transportfliegerregiment, das 1963 als 55. Transportfliegerregiment in Balice aufgestellt wurde. Die Erstausrüstung bestand aus Li-2, Il-14 (1. Staffel) und An-2 (2. Staffel). Zwei An-12 wurden 1967 in Dienst gestellt. Im Jahr 1972 wurde eine 3. Staffel aufgestellt und es kamen An-26 hinzu, die bis 2009 flogen. Ab 1993 befanden sich vier Mi-2 im Bestand und ab 1994 An-28TD. Die Basis beherbergt zurzeit (2023):
- die 12. Eskadra Lotnicza (12. el), Transportfliegerstaffel, ausgerüstet mit PZL M-28TD
- die 13. Eskadra Lotnicza (13. el), Transportfliegerstaffel, ausgerüstet mit 16 CASA C-295M
- die 3. Grupa Poszukiwawczo-Ratownicza (3.gpr), Mi-8RL, eine Gruppe Combat-Search-and-Rescue-Helikopter. Sie untersteht dem 3. Transportfliegergeschwader in Powidz.

Daneben gibt es nichtfliegende Verbände.